# 擬紫蘇草
擬紫蘇草（学名：Limnophila aromaticoides）为車前科石龍尾屬下的一个种，水族市面上稱為新百葉草。

## 扩展阅读
- 維基物種上的相關：擬紫蘇草